# Eucalyptus nitens
Eucalyptus nitens är en myrtenväxtart som först beskrevs av Deane och Joseph Henry Maiden, och fick sitt nu gällande namn av Joseph Henry Maiden. Eucalyptus nitens ingår i släktet Eucalyptus och familjen myrtenväxter. Inga underarter finns listade i Catalogue of Life.

## Bildgalleri

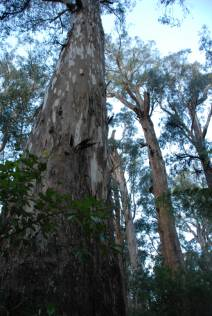